# Анри II де Ленонкур
Анри II де Ленонкур (фр. Henri II de Lénoncourt; ум. 1555), граф де Нантёй-ле-Одуэн — французский государственный и военный деятель.

## Биография
Сын Тьерри IV де Ленонкура и Жанны де Виль, брат кардинала Робера де Ленонкура.
Сеньор де Ленонкур, бальи Виньори, сеньор де Виль, де Бодрикур и де Пасси-ан-Валуа, граф де Нантёй-ле-Одуэн в Иль-де-Франсе, на дороге из Парижа в Крепи-ан-Валуа, рыцарь ордена короля, палатный дворянин. Титулярный бальи Витри, после своего отца, с 18 апреля 1515. В 1518 году стал пажом у Франциска I.
16 сентября 1528 стал бальи и губернатором Валуа, и лейтенантом герцога Лотарингского в его ордонансовой роте из 50 копий, из которых двадцать король позволил герцогу оставить при себе в качестве охраны.
Шателения Нантёй-ле-Одуэн была возведена в ранг графства жалованной грамотой в мае 1543, зарегистрированной Парижским парламентом 26 ноября.
В 1544 году стал губернатором Иври. Генрих II отправил Ленонкура в Германию, как заложника для обеспечения данной клятвы, и граф там умер в 1555 году.

## Семья
Жена: Маргерит де Бруа (ум. 1559), единственная дочь и наследница Жана де Бруа, сеньора де Пасси-ан-Валуа и де Нантёй-ле-Одуэн, и Жанны де Вилье. Вторым браком вышла за Жоржа д'Юрра, которому в 1555 году передала треть графства. Она продала графство Франсуа де Гизу за 260 тыс. ливров, сохранив пожизненно узуфрукт
Дети:
- Робер (ум. 1566), граф де Виньори. Жена (20.05.1543): Жоссина де Пислё (ум. 1578), дочь Адриена де Пислё, сеньора д'Эйи, и Шарлотты д'Айи
- Филипп (1527—1592), епископ Шалона и Осёра, кардинал
- Луи (ум. 1567), сеньор де Коломбе, рыцарь ордена короля. Жена: Жанна де Дентевиль, дочь Гийома де Дентевиля, сеньора де Шене, и Луизы де Рошешуар
- Жан, называемый Анри (ум. после 1592), аббат Эссома, приор Маризи, аббат Монтье-ан-Аргонн, Мутье-Сен-Жан, Барбо и Ребе. Сторонник Католической лиги
- Анри III (1537—1584), сеньор де Ленонкур и де Кувре
- Мадлен, называемая Мари (ум. 1581). Муж (28.06.1544): Пьер д'Аркур (ум. 1575), барон д'Аннебек, генеральный наместник Нормандии
- Жанна (ум. 1582), придворная дама Луизы Лотарингской. Муж (12.12.1547): Рене II де Лаваль (ум. 1557), сеньор де Буа-Дофен
- Шарлотта (ум. ранее 1573). Муж (1553): Никола Руо (ум. 1586), сеньор де Гамаш